# Lissonotus cruciatus
Lissonotus cruciatus är en skalbaggsart som beskrevs av Dupont 1836. Lissonotus cruciatus ingår i släktet Lissonotus och familjen långhorningar. Inga underarter finns listade i Catalogue of Life.